# Subdivisions de Lappeenranta
Lappeenranta est une ville de Carélie du Sud en Finlande.
Elle a une superficie de 1 723,56 km2 au (1er janvier 2019 et compte 72 705 habitants au 31 décembre 2018.

## Subdivisions
Le zonage de la ville la divise en quartier, et autour de la ville la municipalité compte de nombreux villages.
À des fins de statistiques démographiques, la ville est divisée en zones statistiques. 
Il y a aussi plusieurs agglomération urbaine dans la ville,.

## Unités urbaines
Le Tilastokeskus définit comme conurbation les zones d'au moins 200 habitants dont les habitations sont éloignées d'au plus 200 mètres. La zone urbaine peut chevaucher plusieurs municipalités.
| Zone urbaine                 | Hab.   | Superficie (km²) | Väestötiheys (hab./km²) | Autres municipalités |
| ---------------------------- | ------ | ---------------- | ----------------------- | -------------------- |
| Hytti                        | 288    | 2,21             | 130,3                   |                      |
| Iitiä                        | 270    | 1,68             | 160,7                   | Lemi                 |
| Zone urbaine de Imatra       | 28 896 | 55,46            | 521,0                   | Imatra, Ruokolahti   |
| Joutseno                     | 7 023  | 15,80            | 444,5                   |                      |
| Zone urbaine de Lappeenranta | 55 429 | 54,56            | 1 015,9                 | Taipalsaari          |
| Nuijamaa                     | 240    | 1,04             | 230,8                   |                      |
| Ylämaa                       | 436    | 1,80             | 242,2                   |                      |

## Villages
Les villages de Lappeenranta enregistrés par le Maanmittauslaitos sont:
Annikkala, Anola (Joutseno), Anola (Lappee), Antamoinen, Armila, Eiskola, Haapajärvi, Haikala, Hanhijärvi, Hanhikemppi, Hartikkala, Haukilahti, Hietala, Hiivaniemi, Hirvisaari, Hujakkala, Hurtanmaa, Hyttilä (Lappee), Hyttilä (Säkkijärvi), Hyvättilä, Hyypiälä, Hämäläisenkylä, Häsälä, Ihaksela, Ihalainen, Iitiä, Illottula, Jokela, Joutseno, Juvakkala, Jänhiälä, Kahila, Kallola, Kanalampi, Kansola, Karhula, Karhusjärvi, Karjalaisenkylä, Karkkola, Karsturanta, Kasukkala, Kattelus, Kauskila, Kemppilä, Kesola, Kiiala, Kilpiänsaari, Kohoniemi, Kokkila, Kontu, Korkia-aho, Korvenkanta, Korvenkylä, Kotola, Kourula, Kourulanmäki, Kouvola, Kuurmanpohja, Kähärilä (Joutseno), Kähärilä (Lappee), Kähärilä (Nuijamaa), Kälvelä, Kärki, Laakkola, Laapio, Lahnajärvi, Laihala, Laihia, Lappeenranta, Lapvesi, Lasola, Lauritsala, Lavola (Lappee), Lavola (Säkkijärvi), Lempiälä, Lensula, Leppälä, Liikka, Lipiälä (Joutseno), Lipiälä (Lappee), Loukola, Luukkala, Luukulkkula, Lyytikkälä, Maajärvi, Marttila, Melkola, Meltola, Mentula, Metsäkansola, Mietinsaari, Mikonsaari, Monola, Montola, Mustola, Muukkola, Muurola, Myllylä, Myllärilä, Myrä, Mäkelä, Nevala, Nuijamaa, Nurmela, Nyrhilä, Nyrkkölä, Oikkola, Ojala, Paakkala, Pahloinen, Pajarila, Parjala, Parkkarila, Partala, Pelkola, Penttilä (Joutseno), Penttilä (Lappee), Piutula, Pohjola, Purala, Pätilä, Rantala, Rapattila, Rapattilajärvenpää, Rasola, Ravattila, Rikkilä, Roiskola, Ruohiala, Ruokola, Rutola, Ryösölä, Saarniala, Saikkola, Saviniemi, Seppälä, Sinkkola, Sirkjärvi, Skinnarila, Soljola, Suikinsilta, Sunila, Suokumaa, Suomalainen, Suurkorva, Säämälä, Taalikkala, Tapavainola, Temola, Tiimola, Timperilä, Tirilä, Tiuruniemi, Toikkala, Toivarila, Tujula (Joutseno), Tujula (Lappee), Tukiala, Turkkila, Törölä, Vainikkala, Vesikkola, Vihtola, Vilkjärvi, Villala, Virkkilä, Väkevälä, Ylijärvi, Yllikkälä.